# Ango
Ango (jap. 安居 ango; skt. varsha lub varshika; pali. vassa) – okres praktyki buddyjskiej. 
Sanskrycki termin varsha oznacza "deszcz", natomiast varshika to "przynależność do pory deszczowej". Z kolei w języku japońskim ango oznacza "pozostawać w pokoju". Używane są również terminy ge-ango (ge oznacza tu "letnie") i u-ango (u oznacza "deszczowe").
Tradycyjnie podczas letniej pory deszczowej w Indiach, mnisi buddyjscy praktykowali przez trzy miesiące (od 16. dnia czwartego miesiąca do 15. dnia siódmego miesiąca) w jaskiniach lub w klasztorach. Mnisi robili tak z uwagi na utrudnienia wynikające z padających często obfitych deszczów oraz ze względu na owady i robaki, które w tym czasie wychodziły z ziemi, a których rozdeptywania chcieli uniknąć.
Obecnie ten czas mnisi wykorzystują na pogłębienie własnej praktyki oraz zrozumienia Dharmy. W klasztorach zen mnisi praktykują wówczas intensywnie zazen, studiują sutry i słuchają wykładów.